# David Diop (écrivain)
Pour les articles homonymes, voir David Diop et Diop.
David Diop, né le 24 février 1966 à Paris, est un enseignant-chercheur et écrivain français. Spécialiste de littérature du XVIIIe siècle, il est lauréat du prix Goncourt des lycéens en 2018 et du prix international Man-Booker en 2021 pour son roman Frère d'âme.

## Biographie
David Diop naît à Paris et passe une partie de sa jeunesse au Sénégal avant de revenir en France pour ses études. Titulaire d'un Master en « Poétiques et histoire littéraire », il est certifié puis agrégé en Lettres modernes. Après avoir soutenu en 1997 une thèse de l'université de la Sorbonne, intitulée Les Origines intellectuelles de la philosophie politique dans L'Encyclopédie de Diderot et d'Alembert : variations sur l'idée d'une primauté de la loi naturelle de la conservation de soi sous la direction de Sylvain Menant, il est nommé maître de conférences en littérature à l'université de Pau et des pays de l'Adour l'année suivante. Passionné par l'histoire et la littérature du XVIIIe siècle, il fait partie des écrivains ayant continué à écrire sur du papier: « J’écris au stylo dans des carnets. J’aime le mouvement de la main sur le papier. Ensuite, je dactylographie et je reprends, révision, corrections, adaptation. ». 
En 2012, son premier roman, 1889. L'Attraction universelle met en scène une délégation sénégalaise venue visiter l'Exposition universelle de Paris de 1889.
Son deuxième roman, Frère d'âme (2018), mêle l'histoire de la Première Guerre mondiale et du colonialisme. Le roman reçoit le prix Goncourt des lycéens qui lui est remis le 15 novembre 2018 au palais de l'Élysée par le président de la République française, Emmanuel Macron, et les ministres de l'Éducation nationale et de la Culture. En 2021, la traduction du roman par la poétesse américaine Anna Moschovakis (en), sous le titre At Night All Blood Is Black, fait de lui le premier écrivain français à recevoir le prix international Booker au Royaume-Uni.
Son quatrième livre, "La Porte du voyage sans retour", paru aux éditions du Seuil en 2021, met en scène un jeune botaniste qui vers 1750 explore le Sénégal, où à l'île de Gorée il découvre un peuple, une langue, et l’horreur de l’esclavage. L'histoire s'inspire du manuscrit, tenu secret jusqu’à sa mort en 1806 et destiné à sa fille, du célèbre botaniste Michel Adanson, descendant de réfugiés jacobites, ce dernier ayant écrit dans ses cahiers que « si les Nègres sont esclaves, je sais parfaitement qu’ils ne le sont pas par décret divin, mais bien parce qu’il convient de le penser pour continuer à les vendre sans remords », Diop obervant lui « que les Européens ont cultivé une forme d’instabilité politique et fomenté des guerres pour pousser les rois à vendre des esclaves, sous peine de disparaître ».  Le manuscrit de  Michel Adanson avait rendu hommage à la langue Wolof, dans laquelle les Sénégalais « entassent tous les trésors de leur humanité : leur croyance dans l’hospitalité, la fraternité, leurs poésies, leur histoire, leur connaissance des plantes, leurs proverbes et leur philosophie du monde ».

## Œuvres
- 1889, l'Attraction universelle, éditions de L'Harmattan, 2012
- Rhétorique nègre au XVIIIe siècle. Des récits de voyage à la littérature abolitionniste, Classiques Garnier, coll. « L'Europe des Lumières », no 51, 2018 – Prix Luc-Durand-Réville 2019 de l’Académie des sciences d’outre-mer
- Frère d'âme, éditions du Seuil, 2018 – Prix Goncourt des lycéens 2018[9] ; prix international Booker 2021 (pour sa traduction en anglais At Night All Blood Is Black)
- La Porte du voyage sans retour, éditions du Seuil, 2021